# Gynoplistia (Gynoplistia) lieftinckiana
Gynoplistia (Gynoplistia) lieftinckiana is een tweevleugelige uit de familie steltmuggen (Limoniidae). De soort komt voor in het Australaziatisch gebied.